# Malcolm Lowry
Clarence Malcolm Lowry, angleški pesnik in pisatelj, * 28. julij 1909, † 26. junij 1957, Anglija.
Znan je predvsem kot avtor romana Pod ognjenikom (Under the Volcano, 1947), ki velja za enega velikih literarnih del 20. stoletja. Roman je značilen predstavnik njegovega literarnega sloga, ki je bil močno avtobiografski, s kompleksno in večplastno simboliko. Sicer je Lowry za časa svojega življenja objavil le malo del, zapustil pa je obsežno zbirko nedokončanih rokopisov.